# Hapton (Lancashire)
Hapton – wieś w Anglii, w hrabstwie Lancashire, w dystrykcie Burnley. Leży 36 km na północ od miasta Manchester i 293 km na północny zachód od Londynu. W 2001 miejscowość liczyła 3769 mieszkańców.